# Hülltofter Tief
Das Hülltofter Tief (auch: Hülltoft Tief, dänisch Hyltoft Dyb) ist ein südlich des Ruttebüller Sees gelegener etwa 12,6 ha großer Binnensee. Er bildet die Grenze zwischen den Gemeinden Aventoft und Neukirchen nahe der deutsch-dänischen Grenze im Norden des Kreises Nordfrieslands in Schleswig-Holstein. Er ist nach dem nahegelegenen Hof Hülltoft (Hyltoft) benannt. Das Tief entstand als Folge eines Deichbruchs im 16. Jahrhundert im Gotteskoog, bei dem See handelt es sich somit um eine Wehle. Die Größe des Tiefs umfasste 1926 etwa 50 ha, die sich bis 1976 auf die heutigen 12,6 ha reduziert hatten. Die Uferlänge beträgt 2,1 km. Der See ist von einem Röhrichtgürtel umgeben, der durch eine öffentliche Badestelle mit Sandstrand durchbrochen wird. Er ist Teil des 892 ha großen Vogelschutzgebiets „Gotteskoog-Gebiet“ innerhalb des 10.400 ha großen Gotteskoogs. Östlich des Sees in Seebüll befindet sich das Noldemuseeum.